# Gudfadern (spel)

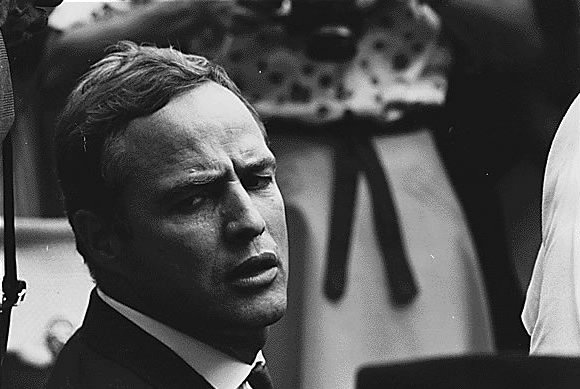
Marlon Brando.

Gudfadern, eller på engelska The Godfather: The Game är ett tv-spel baserat på filmen Gudfadern. 
Spelet är producerat av spelbolaget Electronic Arts och släpptes den 21 mars 2006. Spelet kretsar kring handlingen i den första Gudfadernfilmen. I likhet med Grand Theft Auto-spelen, kan man fritt röra sig och göra vad man vill i staden spelet utspelar sig, i detta fall i 1940-talets New York. I spelet ingår flera spektakulära scener från filmen "Gudfadern", och nästan alla originalskådespelare från filmen gör rösterna till karaktärerna i spelet. Marlon Brando kontaktades för att göra rollen som Don Vito Corleone återigen, och hann spela in flera av de nygjorda scenerna som ingick i spelet men avled mitt under produktionsarbetet. Speldesignerna beslutade sig då för att använda gamla scener ur "Gudfadern"-filmen, det vill säga att man designade om dem till spelet men använde sig av ljudspåret från filmen.